# Xã Waverly, Quận Lincoln, Missouri
Xã Waverly (tiếng Anh: Waverly Township) là một xã thuộc quận Lincoln, tiểu bang Missouri, Hoa Kỳ. Năm 2010, dân số của xã này là 412 người.